# Baldiri Elías i Parés
Baldiri Elías i Parés (Sant Boi de Llobregat, 4 d'agost de 1902 - Sant Boi de Llobregat, 11 de març de 1977) fou un futbolista català de la dècada de 1920.

## Trajectòria
Començà a destacar al club del seu poble, el FC Santboià, fins que el 1922 fou fitxat pel RCD Espanyol. La temporada següent ingressà al FC Barcelona, on hi romangué durant cinc temporades, però mai assolí la titularitat absoluta, per la competència amb grans figures del moment com Domènec Carulla, José Carlos Castillo, Andreu Bosch, Ramon Torralba o Agustí Sancho. La temporada 1928-29 jugà al CE Sabadell, i la següent retornà al FC Santboià, club del que també fou directiu. Fou objecte d'un homenatge per part del seu club l'any 1930.

## Palmarès
- Campionat de Catalunya de futbol:
  - 1923-24, 1924-25, 1925-26, 1926-27, 1927-28
- Copa espanyola:
  - 1924-25, 1925-26, 1927-28
- Copa de Campions:
  - 1927-28